# Suzuki V-Strom 650
V-Strom 650 (DL650) — это мотоцикл класса туристический эндуро, производящийся с 2004 года компанией Suzuki. Он имеет инжекторный алюминиевый двигатель и сегодня, начиная с 2017 модельного года, собирается третье поколение. Для рынков Европы, Океании и Америки, модель DL650 производится на сертифицированном ISO 14001 заводе Suzuki в городе Тоёкава, Япония.
V-Strom 650 адаптирован под езду в различных условиях: повседневное использование, туристические поездки, и в меньшей степени, внедорожная езда.
Мотоцикл по-разному классифицируются как спортивный, спортивный эндуро-туристический, уличный, для путешествий, пригородный, или начального уровня.
В соответствии с New York Times, V-Strom имеет лояльную оценку в мире, и на два DL650 продается один Suzuki DL1000.
Название V-Strom состоит из V, ссылающееся на конфигурацию V-образного двигателя, и немецкого слова Strom, означающее поток или ток.

## Награды и отзывы
V-Strom 650 был назван одним из «десятка лучших» мотоциклов до $10000 в списке журнала Motorcyclist (USA). В сентябрьской статье 2006 года, журнал Cycle World писал: «DL650 может быть просто самой ужасающе некомпетентной машиной в современном мире.»
В статье 2004 года сайта MotorcycleUSA.com сказано «трудно представить себе другую машину, конкурентоспособную в соотношении универсальность-стоимость».
Дважды DL650 получал титул «Alpenkoenig» (король Альп), от немецкого журнала Motorrad после транс-альпийского тестирования мотоцикла в 2005 и 2006 годах.
На момент запуска в DL650, британский мотожурналист Кевин Аш отметил: «учитывая все обстоятельства — цена, комфорт, запас хода по топливу, общие характеристики, вы можете возразить, что это мотоцикл года», добавив, «есть что-то честное и твердое в V-Strom.» Проехав в 2005 году на DL650 в повседневном режиме, Аш назвал его «лучший байк, который можно купить.» Аш также похвалил мотоцикла за комфорт, широкий выбор топлива, двигатель и управляемость, тормоза и устойчивость к коррозии — и дальше описывал мотоцикл как «может быть, в конечном итоге полноценная машина.» При запуске обновленной модели 2012 года, Аш отметил, что предыдущее поколение, уязвимое к коррозии, «осталось позади, как и прямой конкурент, Kawasaki Versys». После релиза модели 2012 года, Аш поставил Vstrom перед Versys.

## Первое поколение
2004
- Первый модельный год

2005

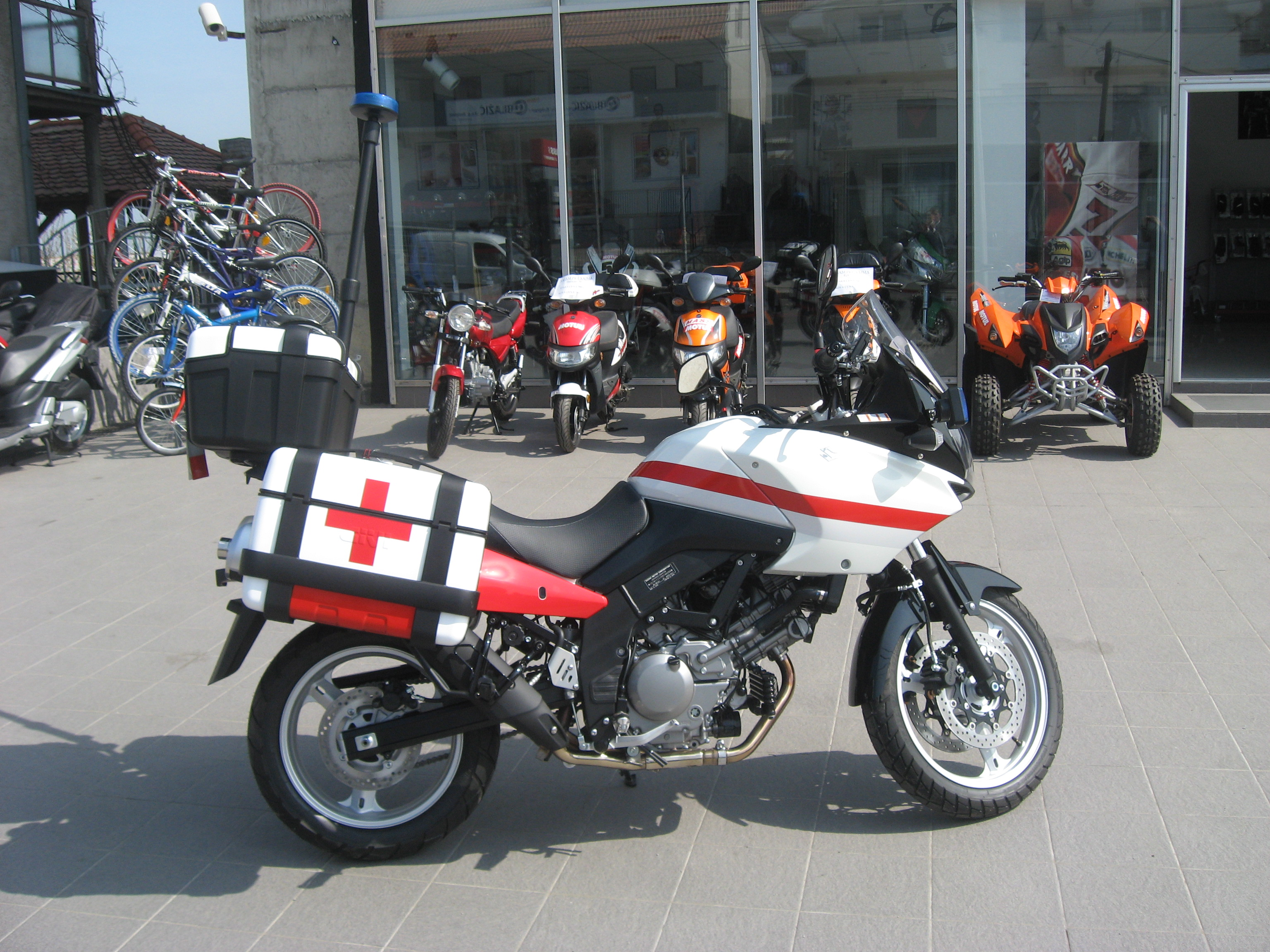
Медицинская версия Suzuki V-strom 650, в Сербии

- Добавлено отключение фары зажиганием.

2007
- Опционально доступна ABS (анти-блокировочная система)
- Колёсная база увеличилась с 1539 мм до 1554 мм с увеличением маятника на 15 мм
- Двойные свечи зажигания в каждом цилиндре
- Убран винт регулировки холостого хода

2008
- Мощность генератора увеличена с 375 до 400 Вт

2009
- Полностью стальная контргайка на задней оси, ранее использовался шплинт
- Чистый свет линзы, ранее использовался янтарный

2010
- В США не было моделей 2010 года

2011
- Для США, все модели оснащены ABS

## Второе поколение
2012
- Рестайлинг

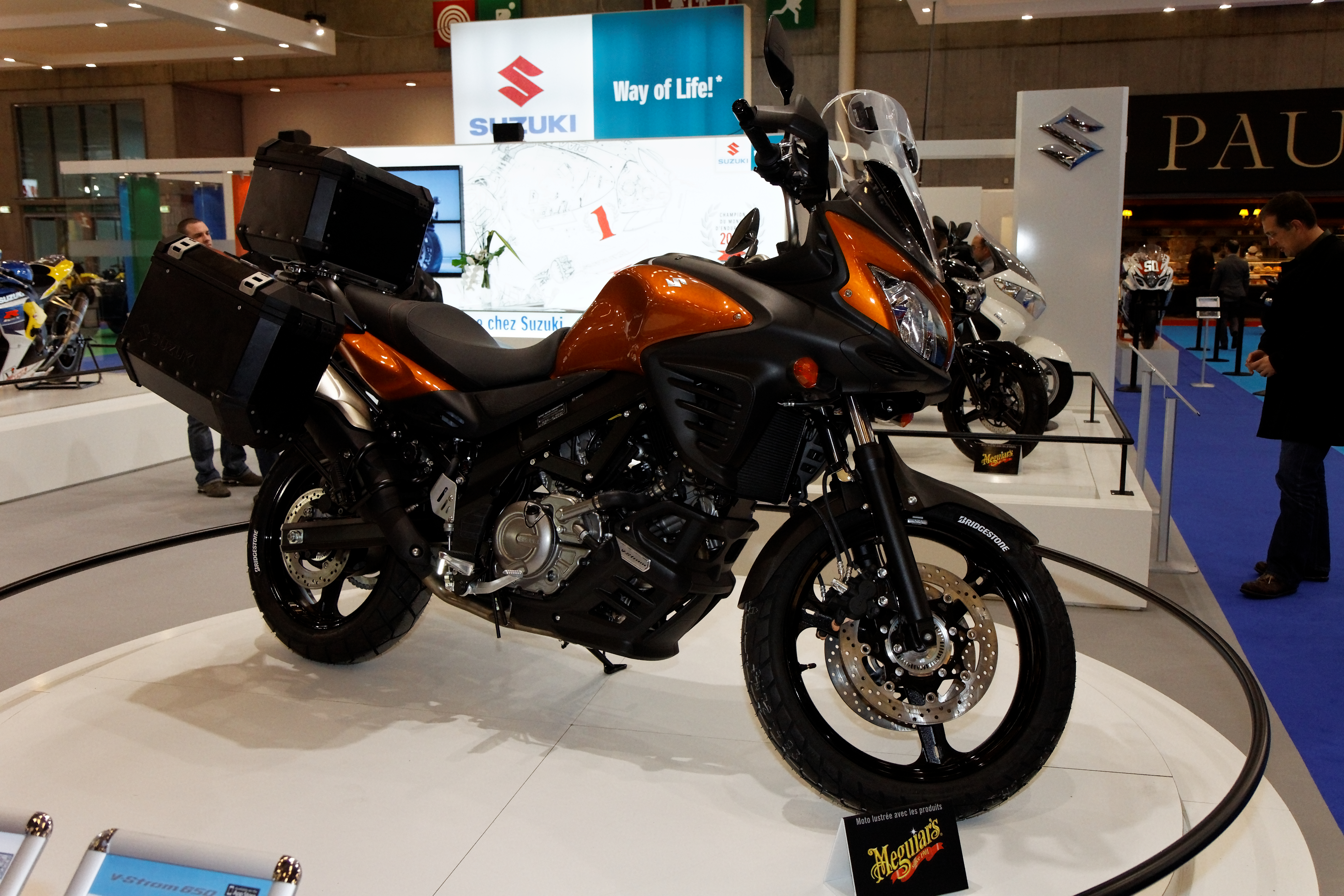
VStrom 2012

- Объём бака сменился с 22 литров до 20 литров
- Высота сиденья поднято с 82 до 83,5 см
- Изменена трансмиссия: снижен уровень шума и повышен крутящий момент в диапазона низких и средних оборотов
- Мощность увеличена с 63,5 л. с. и 56 Нм крутящего момента до 66,2 л. с. и 58,3 Нм соответственно
- Переработана панель приборов: появился сброс суточного пробега, а также на дисплее стал выводиться средний пробег и температура окружающей среды
- Максимальная масса снижена на 8 кг
- Противоугонная система интегрирована в ЭБУ с помощью ключа зажигания с изображением чипа безопасности (Европа)

2015 XT Model

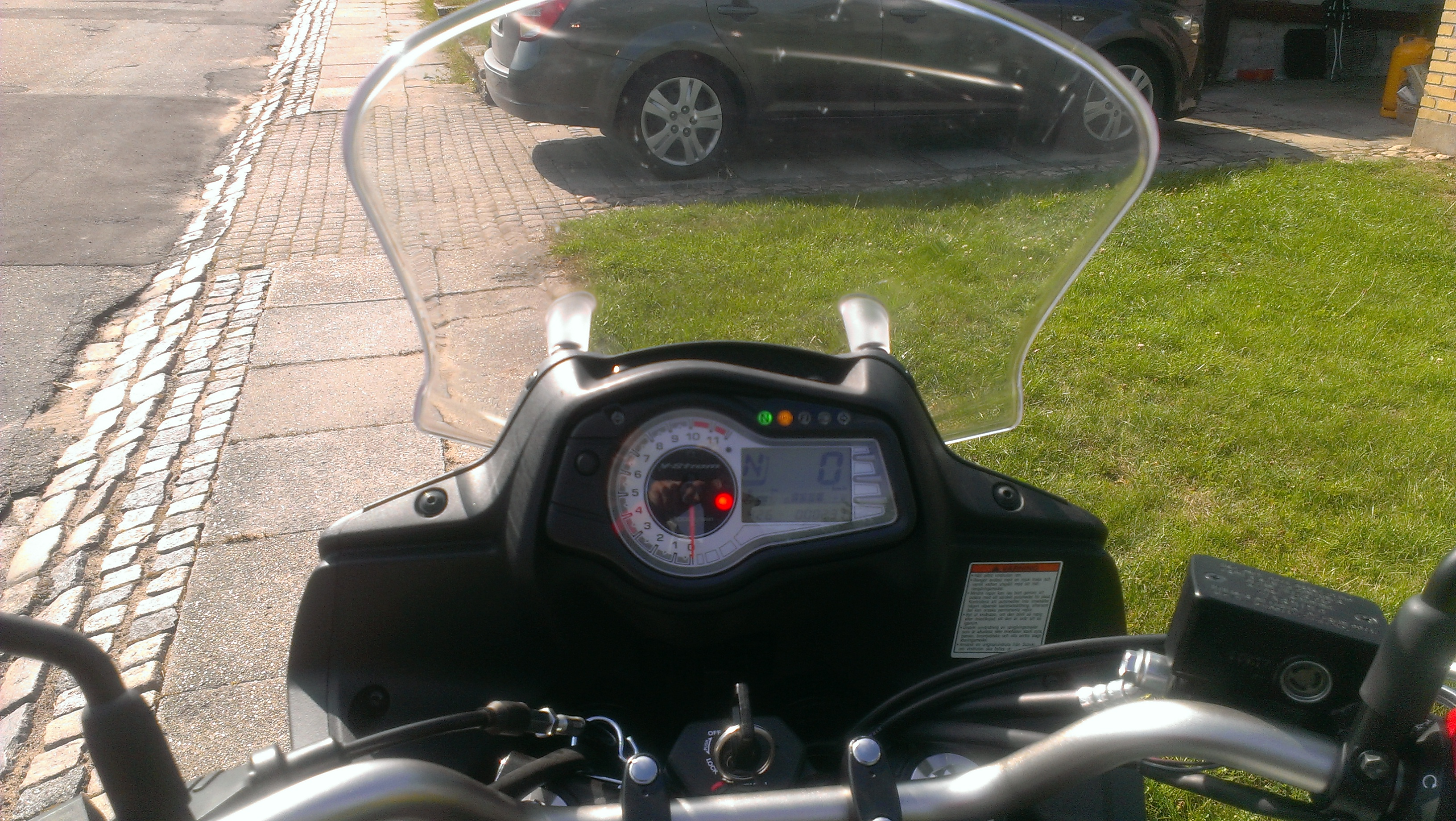
Панель приборов DL650AL2

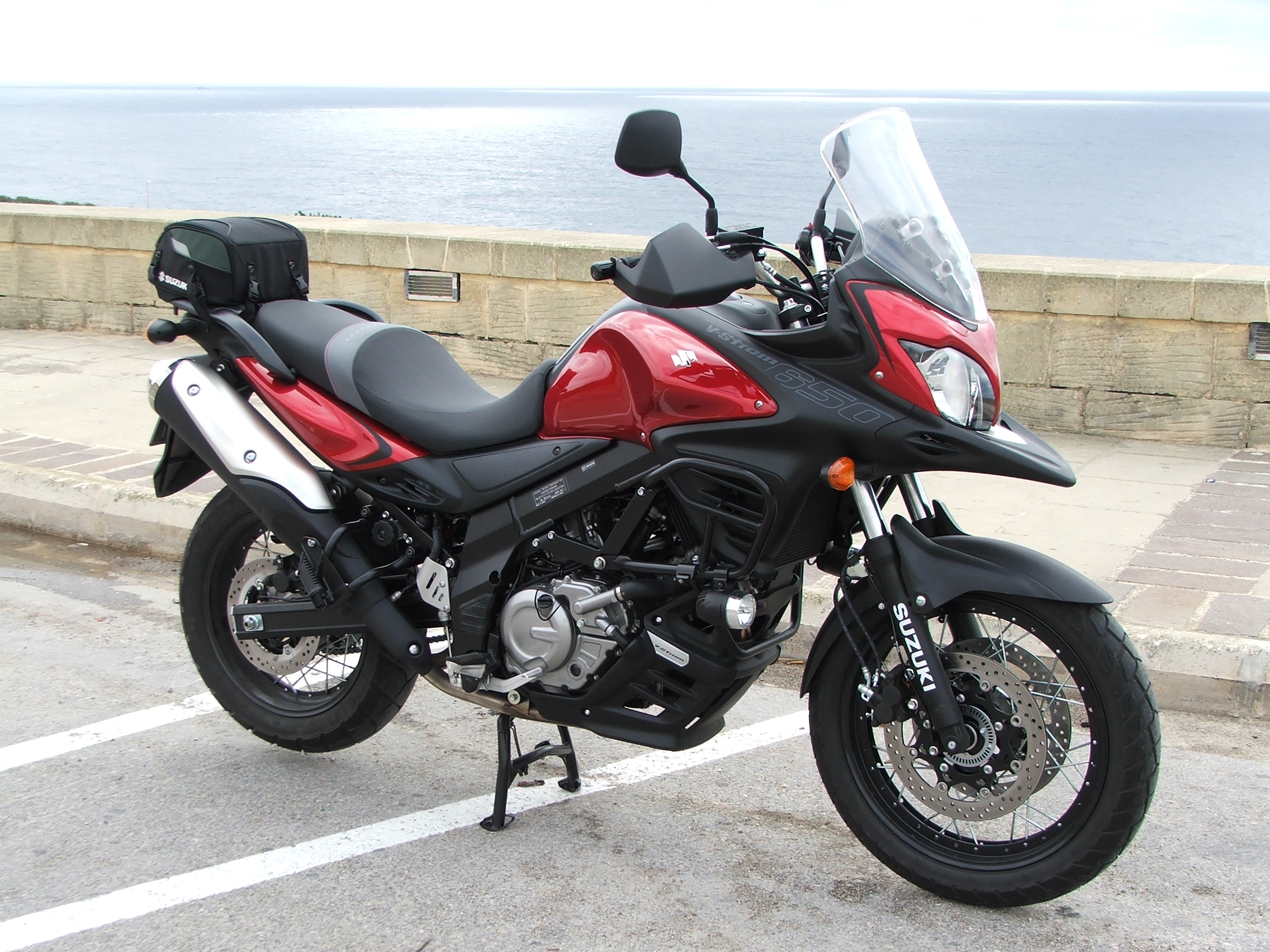
2015 Suzuki V-Strom 650XT ABS

- Спереди появился передний обтекатель в форме клюва
- На колёсах диски сменились легкими проволочными спицевыми алюминиевыми дисками, для обеспечения комфорта в туристических поездках
- Масса составила 215 кг